# Бои при Томашуве-Любельском
Бои при Томашуве-Любельском (польск. Bitwa pod Tomaszowem Lubelskim) — неудачные попытки отступающих польских армий «Люблин» «Краков» и «Модлин» прорваться на юго-восток Польши с целью создания так называемого «румынского плацдарма». Бои в районе Томашува-Любельского шли с 17 по 26 сентября 1939 года и закончились разгромом польских армий.

## Военно-стратегическая ситуация
После поражения в пограничных боях и отступления польских армий на восток польское командование пыталось перегруппировать силы и организовать оборону на юго-востоке страны. Идея создать там оборонительный район основывалась на убеждении, что союзные Англия и Франция начнут военные действия против Германии на Западе, и Германия будет вынуждена перебросить часть сил из Польши для войны на два фронта. С этой целью было принято решение о создании управлений Южного (генерал Казимеж Соснковский), Центрального (генерал Тадеуш Пискор) и Северного (генерал Стефан Домб-Бернацкий) фронтов, которые должны были взять на себя руководство войсками восточнее рек Висла и Сан, и издан приказ собрать оставшиеся войска для обороны и защиты так называемого «румынского плацдарма». Во исполнение этого приказа польские войска в составе армии «Люблин» и армии «Краков» под командованием генерала Пискора попытались прорвать немецкие позиции вокруг Томашува-Любельского в направлении румынского плацдарма.

## Первая фаза боёв

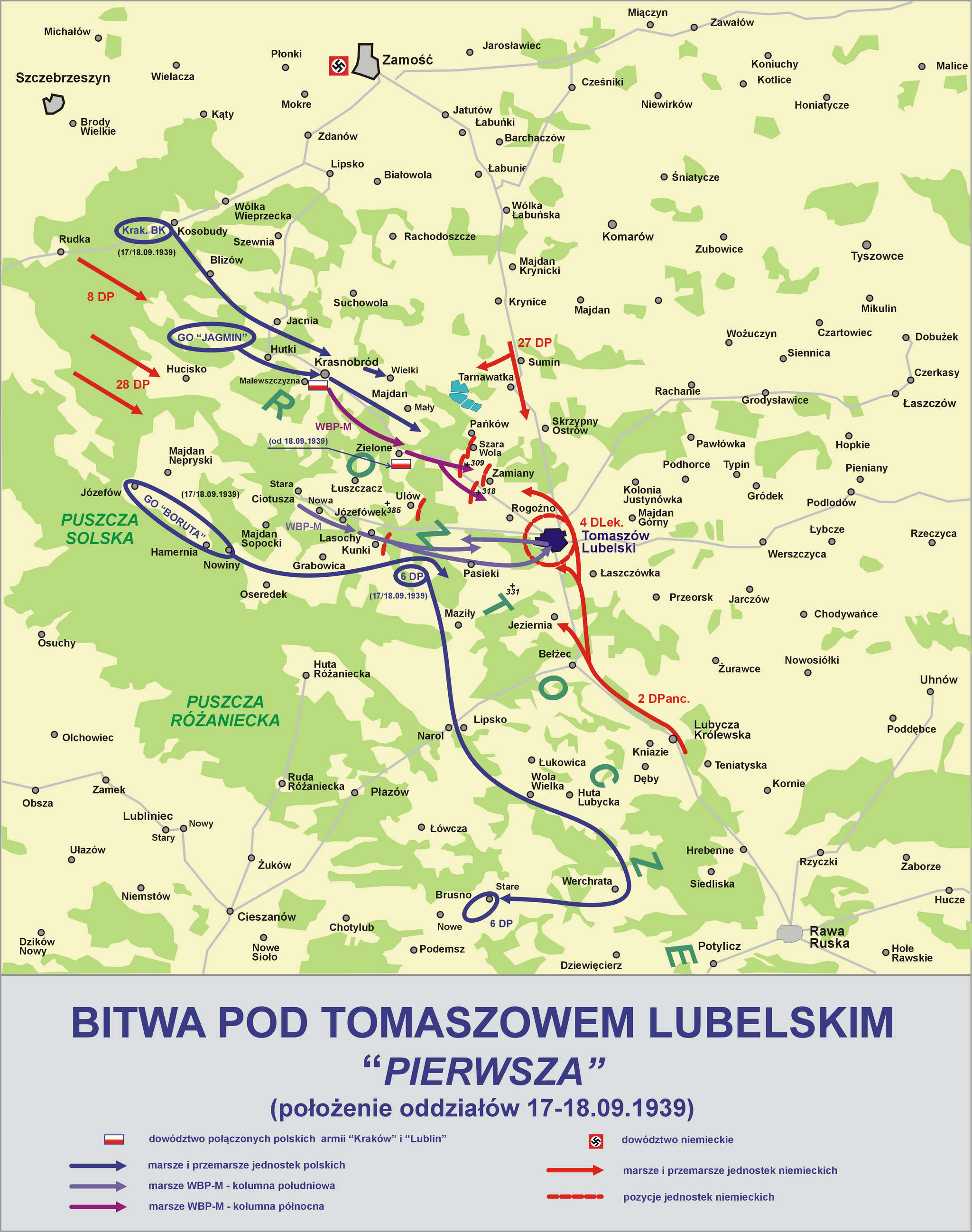
Первая фаза боёв

К 15 сентября силы обеих армий сосредоточились в районе юго-западнее Фрамполя. После недели тяжелых боев во время отступления польские части сократились до 30-50 % от своей первоначальной численности, им не хватало орудий, противотанковых боеприпасов. Дорога на юг была заблокирована двумя немецкими корпусами. Генерал Антони Шиллинг, командующий армией «Краков», решил рискнуть и атаковать немцев, не зная их реальной силы. Польские войска включали одно из крупнейших польских бронетанковых подразделений того времени, Варшавскую бронетанковую моторизованную бригаду, и Шилинг вместе с генералом Пискором решили, что Варшавская бригада совершит демонстрационную атаку на Томашув, привлекая внимание немцев.
17 сентября Шиллинг приказал Варшавской танковой бригаде атаковать Томашув и удерживать город до тех пор, пока к бригаде не присоединятся основные силы армии. Атака началась утром 18 сентября, и к 13:00 половина города находилась в руках поляков. Тем временем в бой вступила немецкая 4-я легкая дивизия, нанеся удары по тылам польских частей и вынудив их отойти. Таким образом, попытка внезапной атакой захватить Томашув провалилась. В ночь с 18 на 19 сентября Варшавская бригада при поддержке пехоты 23-й и 55-й дивизий снова атаковала Томашув, но безуспешно. Третья атака произошла в ночь с 19 на 20 сентября, но к этому времени польские части были дезорганизованы и деморализованы. После серии хаотичных перестрелок, когда число убитых и раненых росло, а боеприпасы сокращались, генерал Пискор решил сдаться. Около 11 000 польских солдат были взяты в плен, небольшим группам удалось скрыться в лесах.
Оперативной группе «Борута» (названа в честь генерала Мечислава Борута-Спеховича), входившей в состав армии Краков, удалось отделиться и двинуться в сторону Нароли. Польские части были окружены немцами и уничтожались одна за другой. Некоторым удалось добраться до района Рава-Русская, где 20 сентября сдались 3000 солдат, завершив эту фазу боёв.

## Вторая фаза боёв

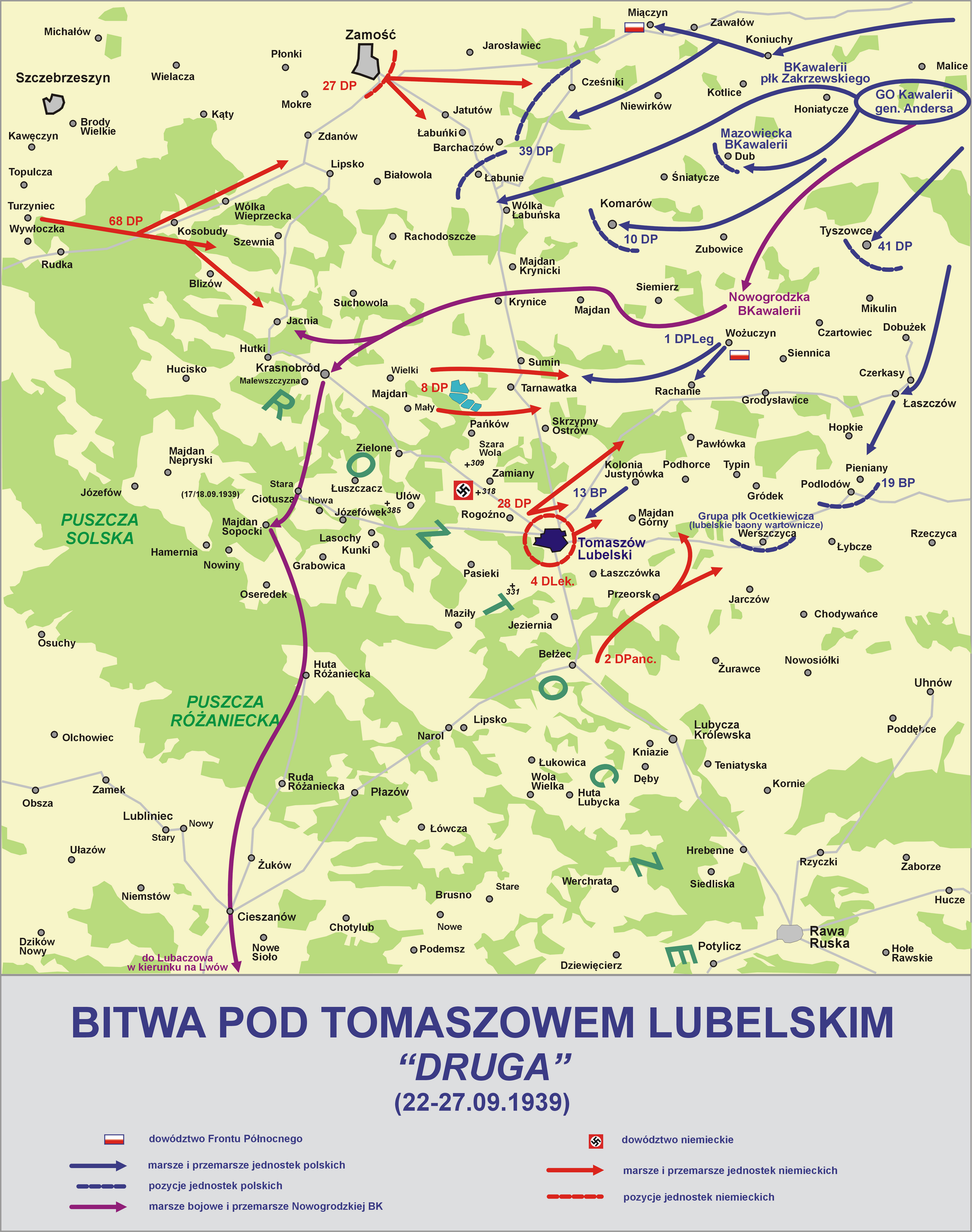
Вторая фаза боёв

К 18-19 сентября в район Ситанеца, примерно в 40 км к северу от Томашува подошли отступавшие остатки польской армии «Модлин», оперативные группы «Вышкув» и «Нарев», а также Новогрудская кавалерийская бригада, объединённые в так называемый Северный фронт. Командовавший ими генерал Домб-Бернацкий понятия не имел о происходящих боях у Томашува. На совещании офицеров 18 сентября в деревне Вереще Дузе под Хелмом было решено прорваться в Венгрию или Румынию. Домб-Бернацкий уже знал, что Красная Армия накануне вторглась в Польшу, поэтому время имело решающее значение.
Войска Северного фронта двумя колоннами двинулись на юг из района Хелма в сторону Замостья, который Домб-Бернацкий решил атаковать. 18 сентября поляки атаковали Красныстав, но не смогли его захватить. На следующий день Домб-Бернацкий приказал провести атаку на Замостье 20 сентября, но в ночь с 19 на 20 сентября он узнал о продолжающихся боях при Томашуве-Любельском и решил помочь. Части Северного фронта направились к Томашуву, но вечером 20 сентября были атакованы под Чесниками 4-й лёгкой дивизией и 27-й пехотной дивизией. Тем временем части Оперативной группы генерала Эмиля Круковича-Пшеджимирского вышли в район Томашува и 21 сентября, через несколько часов после окончания первой фазы боёв, атаковали немецкие войска генерала Эрнста Буша (28-я и 8-я егерские дивизии). Поскольку удар польских войск оказался сильнее, чем ожидалось, фельдмаршал Вильгельм Лист решил послать генералу Бушу подкрепление — 68-ю и 27-ю пехотные дивизии и 2-ю танковую дивизию, которые только что разгромили польские войска в первой фазе боёв.
Вечером 22 сентября Новогрудская кавалерийская бригада генерала Владислава Андерса атаковала и захватила Красныстав, а затем дошла до Самбора. Другие польские части не добились успеха и 23 сентября были окружены. Генерал Домб-Бернацкий приказал капитулировать. Генерал Крукович-Пшедржимирский отказался подчиниться приказу и 24 сентября атаковал Краснобруд, но был остановлен 8-й егерской дивизией. В связи с полной потерей боеспособности своих подчинённых генерал Крукович-Пшедржимирский 26 сентября подписал акт о капитуляции. 500 офицеров и 6000 солдат были взяты в плен.